# Family Circle Cup 1975
Family Circle Cup 1975 — жіночий тенісний турнір, що проходив на відкритих кортах з ґрунтовим покриттям на острові Амелія (США). Проходив у рамках Туру WTA 1975. Відбувсь утретє і тривав з 21 квітня до 27 квітня 1975 року. Перша сіяна Кріс Еверт здобула титул в одиночному розряді, свій другий підряд на цих змаганнях, й отримала за це 25 тис. доларів США.

## Фінальна частина

### Одиночний розряд
Кріс Еверт —  Мартіна Навратілова 7–5, 6–4
- Для Еверт це був 6-й титул в одиночному розряді за сезон і 45-й — за кар'єру.

### Парний розряд
Івонн Гулагонг /  Вірджинія Вейд —  Розмарі Касалс /  Ольга Морозова 4–6, 6–4, 6–2